# EIF-4E
Eukariotyczny czynnik inicjujący translację 4E stanowi jedno z białek, koniecznych do rozpoczęcia zależnej od kapu translacji. Białko to jest kodowane przez pojedynczy gen EIF4E i występuje u wszystkich organizmów eukariotycznych.

## Rola w komórce

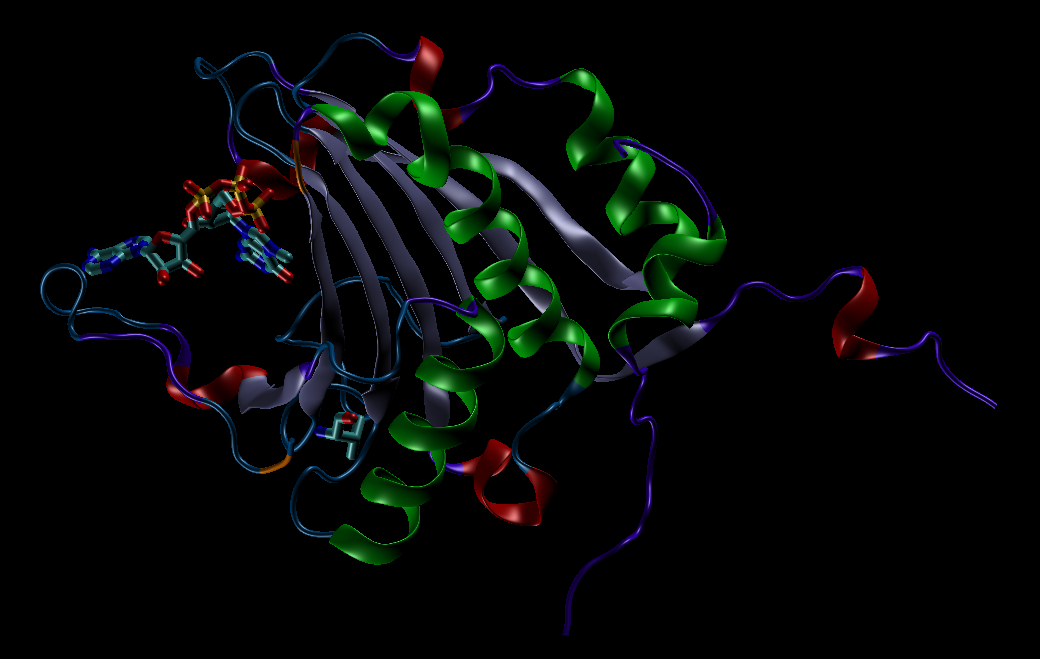
Białko eIF4E ze związanym syntetycznym analogiem kapu jako ligandem

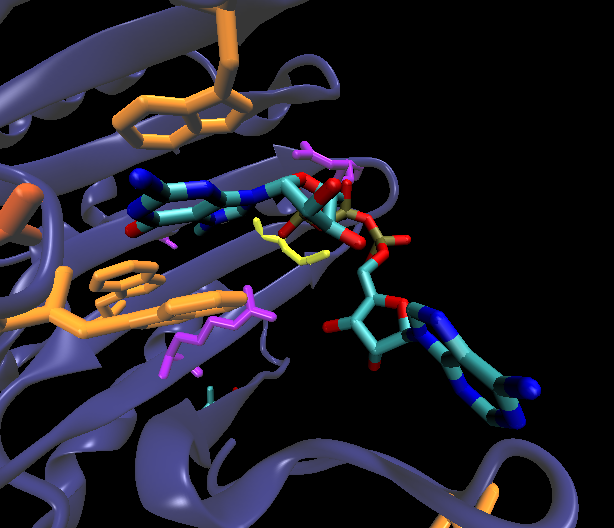
Zobrazowanie interakcji pomiędzy cząsteczką analogu kapu a białkiem eIF4E

EIF-4E stanowi eukariotyczny czynnik inicjujący translację, który jest bezpośrednio zaangażowany w rozpoznanie struktury kapu, znajdującej się na 5'końcu mRNA. Białko to zbudowane jest z pojedynczego polipeptydu o masie 24 kDa, występującego w stanie wolnym oraz jako składnik kompleksu białkowego EIF-4F. Ponieważ do rozpoczęcia translacji konieczne jest rozpoznanie struktury kapu białko EIF-4E odgrywa kluczową rolę w regulacji tego procesu. Biorąc pod uwagę kinetykę translacji można powiedzieć, że wiązanie się kapu do maszynerii translacyjnej stanowi etap limitujący dla tego procesu.

## Oddziaływanie białka eIF4E z końcem 5' mRNA (kapem)
Nietypowa budowa końca 5’ mRNA sprawia, że jest ona specyficznie rozpoznawana przez białko eIF4E. Ma ono lipofilową kieszeń zwaną kieszenią wiążącą, w której dzięki różnym oddziaływaniom chemicznym wiązany jest kap. Struktura krystaliczna białka eIF4E w kompleksie ze związanym m7GTP wykazuje charakterystyczną konformację: zbudowana jest z zakrzywionej ośmioniciowej antyrównoległej β-kartki, wspartej trzema długimi α-helisami. Kompleks eIF4E-kap ma kształt złożonej dłoni, w której znajduje się kieszeń wiążąca składająca się głównie z regionu hydrofobowego. Kap wiązany jest w wąskiej szczelinie, w której fragment m7G interkaluje pomiędzy dwie reszty tryptofanowe W56 i W102 w wyniku oddziaływań warstwowych (ang. π-stacking), tworząc układ kation-π. 7-Metyloguanozyna tworzy również trzy wiązania wodorowe: dwa z kwasem glutaminowym E103 za pomocą atomów wodoru egzocyklicznej grupy −NH
2 w pozycji 2 puryny oraz jedno z tryptofanem W102 z udziałem egzocyklicznego atomu tlenu w pozycji 6. Obserwowane jest również oddziaływanie van der Waalsa grupy N7-metylowej guanozyny z W166. Łańcuch trifosforanowy tworzy mostki solne oraz bezpośrednie bądź pośrednie (poprzez wodę) wiązania wodorowe z pierścieniami indolowymi W102 oraz W166, jak również z łańcuchami bocznymi R112, R157 i K162. Kolejne naładowane grupy fosforanowe α, β i γ mają wkład około 3,0, 1,9 i 0,9 kcal/mol energii wiązania, co pokazuje, że najistotniejszą częścią kapu, która wiąże się z białkiem, jest 7-metyloguanozyna oraz pierwsza grupa fosforanowa.

## Wpływ białka eIF4E na onkogenezę
Badania z końca XX w. i początku XXI w. dostarczyły nie tylko informacji na temat budowy eIF4E i konkretnych funkcji, jakie pełnią poszczególne izoformy, ale również wpływu na patogenezę wewnątrzkomórkową. Okazuje się, że białko to nie tylko inicjuje translację, ale również działa jako onkogen przez swoją nadekspresję powodując np. raka piersi lub trzustki.
Powiązanie zawartości białka eIF4E z chorobami nowotworowymi zostało po raz pierwszy stwierdzone w 1990 roku przez Anthoulę Lazaris-Karatzas i współpr., którzy odkryli, że nadmierna ekspresja eIF4E powoduje onkogenną transformację fibroblastów. W kolejnych latach, wychodząc od tej wstępnej obserwacji, przebadano wpływ omawianego białka na różne typy komórek. W rezultacie stwierdzono, że aktywność eIF4E jest związana nie tylko z rakiem piersi i trzustki, ale również płuc, pęcherza moczowego, jelita grubego, szyjki macicy i prostaty.
W celu wyjaśnienia wpływu eIF4E na onkogenezę należy wspomnieć o trzech sposobach regulacji, które działają cały czas w komórce. Pierwszy z nich związany jest z faktem, że synteza białek jest energetycznie najdroższym procesem w komórce co powoduje, że częstotliwość tłumaczenia mRNA jest ściśle regulowana przez wiele czynników. U organizmów eukariotycznych, a w szczególności u ssaków, procesem limitującym biosyntezę białek jest inicjacja translacji, więc ten etap jest najściślej regulowany. Kolejnym sposobem regulacji jest synteza i utrzymanie całej puli mRNA, które nie są natychmiast wykorzystywane, jeśli nie jest to potrzebne. Ich wcześniejsza synteza wynika z faktu, że przepływ informacji z genów na język białek jest zbyt powolny, aby reagować na szybkie zmiany, którym komórka musi podołać. Ostatnią regulacją jest obecna w występującej puli mRNA swojego rodzaju hierarchia, dzieląca mRNA na słabe i silne.
Pamiętając o wcześniej wymienionych regulacjach komórkowych, można wyróżnić dwa główne czynniki, które w korelacji ze sobą wpływają na tworzenie się komórek rakowych spowodowane nadekspresją eIF4E. Pierwszym z czynników jest wzrost stężenia wolnego eIF4E w komórce, co wpływa na nadmierną syntezę białek. Drugim czynnikiem jest obecność w komórce dwóch typów mRNA tzw. ,,słabych i silnych”.

Schemat nadekspresji eIF4E na drodze szlaku sygnałowego AKT-mTOR

W odniesieniu do pierwszej regulacji, występującej stale w komórce, należy wiedzieć, że białkiem limitującym translację jest eIF4E. W tym wypadku regulacja białka odbywa się przez hamowanie aktywności jego natywnej formy w wyniku wiązania przez białko 4E-BP (ang. 4E binding protein), a jego uwolnienie jest ściśle regulowane całym biochemicznym szlakiem sygnałowym. Obecnie można wyróżnić trzy przyczyny prowadzące do zwiększenia stężenia wolnego eIF4E, które niekiedy mogą ze sobą współistnieć. Pierwszą przyczyną jest to, że stężenie wolnego czynnika inicjującego może się zwiększyć przez samą jego ekspresję (naturalną syntezę). Drugą jest zmniejszenie ekspresji 4EBP co wpływa na to, że mniejsza ilość wolnego eIF4E pozostaje związana do formy nieaktywnej. Trzecią przyczyną jest zwiększenie fosforylacji 4EBP wynikające z nadpobudliwości wewnątrzkomórkowych szlaków sygnałowych (np. nadaktywności szlaku AKT-mTOR), a wtedy dochodzi do niekontrolowanego uwolnienia eIF4E.
Następnym czynnikiem (który obejmuje dwie kolejne wcześniej wspomniane regulacje) tłumaczącym nadmierną ekspresję genów powiązano z dwoma rodzajami mRNA u eukariotów. Komórkowe silne mRNA (ang. strong mRNAs) posiadają stosunkowo krótki koniec niekodujący 5’UTR ( ang. 5′ untranslated region) i ulegają wydajnej translacji nawet przy niskim poziomie czynnika 4E. Słabe mRNA (ang. weak mRNAs), których odcinek 5’UTR jest długi i wysoce ustrukturyzowany (co tworzy naturalną przeszkodę do wiązania się z eIF4E) są tłumaczone na sekwencję białkową tylko wtedy, gdy dostępność eIF4E wzrasta, jak w przypadku nowotworów złośliwych.

Wykres przedstawiający zależność stężenia eIF4E na translacje różnych mRNA

Jeśli dostępność eIF4E jest ograniczona (jak to występuje w zdrowych komórkach), silne mRNA są tłumaczone w pierwszej kolejności na język białka, gdyż łatwiej dochodzi do odnalezienia kodonu inicjującego syntezę. Przykładem jest synteza β-aktyny, której mRNA jest silne. W momencie gdy stężenie białka eIF4E gwałtownie rośnie, oba rodzaje mRNA zostają tłumaczone na język białek. W tym przypadku dochodzi do nadmiernej syntezy białek wzrostu takich (jak np. cyklin D1 związanych z podziałem komórki), które w nadmiarze odpowiedzialne są za onkogenną transformację komórki.